# Albera Ligure
Albera Ligure (Albera in piemontese, Arbêa in ligure) è un comune italiano di 284 abitanti della provincia di Alessandria in Piemonte, situato in val Borbera.

## Geografia fisica
Situato sulla riva destra del torrente Borbera che dà il nome alla vallata, alle pendici nord-ovest del Monte Ebro (1701 m) che è la vetta più elevata della Provincia di Alessandria. Il nucleo principale del comune è diviso dal Borgo di San Martino dal torrente Albirola, un affluente del Borbera, che prende probabilmente il nome dal comune. Fanno parte della località le frazioni: San Nazzaro, Astrata e Spinola, e si trovano lungo la provinciale che da Arquata Scrivia raggiunge Cabella Ligure. Le frazioni Santa Maria, Vendèrsi, Vigo, Figino e Volpara sono situate ad est, sparse sul territorio comunale che raggiunge i 1 559 metri del monte Pana.

## Storia
La storia del paese, così come la sua gastronomia si alterna tra Piemonte e Liguria. Le prime notizie del borgo, anche se probabilmente di origini Liguri Dectunine,
risalgono al medioevo. Circa mille anni fa, attorno al IX secolo, nella frazione di Vendèrsi venne fondata, sulle vestigia di un insediamento romano un'abbazia benedettina, dove trovarono rifugio i contadini messi in fuga dalle invasioni barbariche. Con i beni dell'Abbazia, decaduta nel XIII secolo venne creato un feudo pontificio signorile ed un'immunità ecclesiastica spettante alla diocesi di Tortona con a capo un provosto sotto la diretta protezione papale. All'epoca della fondazione di Alessandria nel 1168 il comune di Albera venne menzionato tra quelli che aderirono alla lotta contro Federico Barbarossa. Verso la metà del XV secolo, passò sotto la dominazione dei Feudi imperiali liguri ed amministrata da varie famiglie nobili genovesi e tortonesi, fra cui i Fieschi, Sauli e i Gambara, fino all'abolizione dei feudi imperiali nel luglio 1797.
Nella seconda metà del XVII secolo, dietro mandato del vescovo Carlo Settala, allora vescovo di Tortona, furono coniate a nome di Albera alcune monete. Al dritto era raffigurato lo stemma del casato dei Settala e al rovescio una figura vescovile stante, con mitra e pastorale.
Solo nel 1861 venne ad essere compreso nella provincia di Alessandria.
Nel 1863 il comune di Albera assunse la nuova denominazione di "Albera Ligure".
Nel 1929 il paese fu aggregato al comune di Rocchetta Ligure ma riacquistò l'indipendenza amministrativa dopo la seconda guerra mondiale, nel 1947.

### Simboli
Lo stemma e il gonfalone del comune di Albera Ligure sono stati concessi con decreto del presidente della Repubblica dell'8 gennaio 1997.
Il gonfalone è un drappo partito di giallo e di azzurro.

## Monumenti e luoghi d'interesse
Nella frazione di Vendèrsi si trova la chiesa dei Santi Matteo e Fortunato risalente al IX secolo La precedente abbazia si trovava invece a monte del paese, in località denominata "Pian dei Preti", ancora oggi visibilmente interessata da movimenti franosi che all'epoca distrussero l'abbazia. Dell'importante abbazia di Vendèrsi rimane solo un coperchio di un sarcofago in granito, a sezione, con aggetti angolari, lungo 2 metri e largo 80 cm, addossato al muro esterno della chiesa e forse utilizzato in età medievale come copertura della tomba di un alto prelato o di un benefattore.
Dell'antica pieve del capoluogo si conserva, addossato al lato sud della chiesa parrocchiale di San Giovanni Battista un porticato a due piani con volte a vela. Nella sacrestia, la parte più antica del complesso, vi sono volte affrescate con stemmi pontifici e motivi floreali. Nella frazione Figino si possono osservare i resti di una torre antica, forse un osservatorio per segnalare agli abitanti del tempo l'avvicinarsi dei Saraceni provenienti dalla Liguria e dal mare.

## Società

### Evoluzione demografica
Abitanti censiti

### Etnie e minoranze straniere
Nel paese secondo il censimento ISTAT al 31 dicembre 2007 vivevano nel paese 5 stranieri.

## Cultura
Questo paese fa parte del territorio culturalmente omogeneo delle Quattro province (Alessandria, Genova, Pavia, Piacenza), caratterizzato da usi e costumi comuni e da un importante repertorio di musiche e balli molto antiche. Strumento principe di questa zona è il piffero appenninico che accompagnato dalla fisarmonica, e un tempo dalla müsa (cornamusa appenninica), guida le danze e anima le feste. Il dialetto parlato nel paese è un tipo di ligure di transizione fra il genovese e il dialetto della bassa valle, anch'esso di origine ligure.

### Eventi
La manifestazione più importante è la Festa del Pane in località Molino di Santamaria, il cui forno, fin dal 1700, ha prodotto prelibate forme di pane grazie alla forza di un mulino ad acqua. La festa è organizzata dal Comune e dalla Comunità Montana Val Borbera e ha luogo La domenica successiva a Ferragosto. Patrono del paese è San Giovanni Battista la cui ricorrenza cade il 24 giugno.

## Economia
Ad Albera ligure negli ultimi anni si sta profilando un turismo silenzioso e discreto per famiglie e amanti della natura e della pace, ma l'attività principale resta l'agricoltura. Ancora oggi si coltivano cereali, legumi, patate, e foraggi. Importante è l'allevamento, soprattutto degli ovini. La migrazione verso il genovesato e la pianura negli anni passati è sempre stata intensa, e negli ultimi cinquant'anni ha letteralmente spopolato diversi comuni e frazioni della valle.

## Amministrazione
Di seguito è presentata una tabella relativa alle amministrazioni che si sono succedute in questo comune.
| Periodo        | Periodo        | Primo cittadino   | Partito                                 | Carica  | Note  |
| -------------- | -------------- | ----------------- | --------------------------------------- | ------- | ----- |
| 3 luglio 1985  | 25 maggio 1990 | Franco Franzante  | Partito Socialista Democratico Italiano | Sindaco | [ 8 ] |
| 25 maggio 1990 | 24 aprile 1995 | Franco Franzante  | Partito Socialista Democratico Italiano | Sindaco | [ 8 ] |
| 24 aprile 1995 | 14 giugno 1999 | Franco Franzante  | centro-sinistra                         | Sindaco | [ 8 ] |
| 14 giugno 1999 | 14 giugno 2004 | Franco Franzante  | lista civica                            | Sindaco | [ 8 ] |
| 14 giugno 2004 | 8 giugno 2009  | Roberto Massacane | lista civica                            | Sindaco | [ 8 ] |
| 8 giugno 2009  | 26 maggio 2014 | Roberto Massacane | lista civica                            | Sindaco | [ 8 ] |
| 26 maggio 2014 | 27 maggio 2019 | Renato Lovotti    | lista civica Insieme per Albera         | Sindaco | [ 8 ] |
| 27 maggio 2019 | 9 giugno 2024  | Renato Lovotti    | lista civica Insieme per Albera         | Sindaco | [ 8 ] |
| 9 giugno 2024  | in carica      | Renato Lovotti    | lista civica Insieme per Albera         | Sindaco | [ 8 ] |